# Scopula habenata
Scopula habenata är en fjärilsart som beskrevs av W. Warren 1901. Scopula habenata ingår i släktet Scopula och familjen mätare. Inga underarter finns listade.